# Newington, Virginia
Newington är en ort i Fairfax County i delstaten Virginia, USA.